# Longford (Kansas)
Longford es una ciudad ubicada en el condado de Clay en el estado estadounidense de Kansas. En el año 2010 tenía una población de 79 habitantes y una densidad poblacional de 197,5 personas por km².

## Geografía
Longford se encuentra ubicada en las coordenadas 39°10′17″N 97°19′43″O / 39.17139, -97.32861 (39.171527, -97.328512).

## Demografía
Según la Oficina del Censo en 2000 los ingresos medios por hogar en la localidad eran de $20,833 y los ingresos medios por familia eran $24,375. Los hombres tenían unos ingresos medios de $22,500 frente a los $10,000 para las mujeres. La renta per cápita para la localidad era de $12,072. Alrededor del 13.6% de la población estaban por debajo del umbral de pobreza.